# چارلی داودل
چارلی داودل (انگلیسی: Charlie Dowdall؛ ۷ آوریل ۱۸۹۸ – ۷ نوامبر ۱۹۸۷) بازیکن فوتبال اهل ایرلند بود.
از باشگاه‌هایی که در آن بازی کرده‌است می‌توان به باشگاه فوتبال سوئیندون تاون و باشگاه فوتبال بارنزلی اشاره کرد.
وی همچنین در تیم ملی فوتبال جمهوری ایرلند بازی کرده‌است.